# Бајика (Салаж)
Бајика (рум. Baica) насеље је у Румунији у округу Салаж у општини Хида. Oпштина се налази на надморској висини од 239 m.

## Становништво
Према подацима из 2002. године у насељу је живело 136 становника, од којих су сви румунске националности.